# 天皇の公的行為
天皇の公的行為（てんのうのこうてきこうい）は天皇の行為のうち、日本国憲法第7条の定めるところの『国事に関する行為』には該当しないが、純粋な私的行為ともいえず、公的な意味がある行為のこと。
ただし、法令では一切、規定されていない。

## 概要

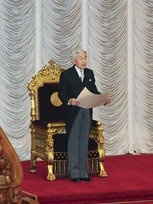
国会開会式におことばを述べる明仁（2011年1月24日、国会議事堂にて）

天皇の公的行為の例として、具体的には以下のものがある。
- 国会開会式への臨席（憲法上国事行為とされているのは「国会を召集すること」）
- 認証官任命式への臨席（憲法上国事行為とされているのは「国務大臣及び法律の定めるその他の官吏の任免並びに全権委任状及び大使及び公使の信任状を認証すること」）
- 親授式への臨席（憲法上国事行為とされているのは「栄典を授与すること」）
- 外国元首との親電交換（憲法上国事行為とされているのは「外交文書を認証すること」）
- 外国賓客の接受（憲法上国事行為とされているのは「外国の大使及び公使を接受すること」）
- 皇室の儀式全般（憲法上国事行為とされているのは「儀式を行ふこと」）
- 国民体育大会など国民的行事への臨席
- 式典等公開の場で「おことば」を朗読する行為
- 国内巡幸
- 被災地のお見舞い
- 外国への公式訪問
- 園遊会の主催

## 学説
公的行為に関しては、以下の考え方が示されている。
三行為説（国事行為と私的行為のほかに公的行為も認める見解）
- 象徴行為説

「象徴としての地位に基づく公的行為」として容認する考え方
- 公人行為説

内閣総理大臣などと同様に公人としての地位に伴う行為として容認する考え方
二行為説（国事行為と私的行為のみ認める見解）
- 否定説

そもそもそのような行為は認められないとする考え方
- 国事行為説

式典等への参加は憲法第7条第10号の「儀式を行ふこと」に該当する（国事行為に含まれる）とする考え方
- 準国事行為説

国事行為に密接に関連し、国事行為に準じる準国事行為として容認する考え方

## 実務
憲法第3条の趣旨の下に行われ最終的な責任は内閣が負うことになる。
外国賓客との会見は、憲法に定める内閣の助言と承認により行う「国事行為」ではなく、宮内庁長官が助言役を務める天皇の意思を反映した「公的行為」であり、皇室外交の国際礼譲である。最終的な責任は内閣が負うとの解釈が確立されている。外国訪問のうち、海外旅行については内閣の助言と承認に拘束されることなく、理論上、終局的には天皇の意思によって決定することになるとされる。
公的行為を認める説についていずれを採用しても天皇の行為が無限定に広がっていく可能性がある。また、これらの説は国事行為以外の天皇の行為についても内閣の統制の下に置こうとする意図から出ているが、「現在では天皇が独走する可能性よりも、内閣が天皇を政治的に利用する危険性の方が高い」と指摘されている（横田耕一九州大学教授：衆議院憲法調査会における参考人発言）。
皇室経済法では国会の議決が不要とされる皇室の支出として、「外国交際のための儀礼上の贈答に係る場合」「公共のためになす遺贈又は遺産」などと記載されており、天皇は憲法で国事行為として明記されていなくても法律上は「外国交際のため」や「公共のため」の行為を行えることが前提の文言となっている。
また、憲法第7条第10号の「儀式」の一つとされている「新年祝賀の儀」に代理の皇族（皇太子など）を遣わす場合、当該皇族を指して、「国事行為臨時代行殿下」と官報に表記した例（1988年12月）がある一方、国会開会式への臨席、外国元首の葬儀参列などでは「天皇陛下の御名代として皇太子○○親王殿下の御臨席をいただき」のように「御名代（ごみょうだい）」という別の表現を用いている。